# Sisyromyia rutila
Sisyromyia rutila är en tvåvingeart som först beskrevs av Walker 1849.  Sisyromyia rutila ingår i släktet Sisyromyia och familjen svävflugor. Inga underarter finns listade i Catalogue of Life.